# Puny del Moro
El Puny del Moro és una muntanya de 1.023,1 metres d'altitud del terme municipal de Tremp, al Pallars Jussà. Està situat dins de l'antic terme de Fígols de Tremp. És a prop i al nord-oest del poble de Claramunt, a l'altre costat de la vall del barranc de les Tarteres, enfront del poble.